# Chris and the Other Girls
Chris and the Other Girls ist eine österreichische Band aus Wien.

## Geschichte
Die Band wurde 2002 von Christian Pitschl als „Ein-Mann-Projekt“ gegründet, als er auf Suche nach einer neuen Band war. Der Name sei ein Vorschlag eines Freundes gewesen, weil Pitschl seine Freunde als girls bezeichne.
Nach dem ersten Album Let Go 2005 erschien bereits zwei Jahre später das zweite und bis heute letzte Album der Band. Im Jahr 2008 war die Band für den FM4 Award, der im Rahmen der Amadeus Austrian Music Award verliehen wird, nominiert. Seit 2012 ist die Band nicht mehr in Erscheinung getreten.

## Diskografie
Alben
- 2005: Let Go (Coffee and Records)
- 2007: They Will Say I've Been Trying Too Hard (Coffee and Records / Hoanzl)